# Gliese 581 e
Gliese 581 e (ausgesprochen: [ɡliːzə]) oder Gl 581 e ist einer von mindestens drei nachgewiesenen Exoplaneten (Gliese 581 b, c und e), der den Roten Zwerg Gliese 581 umkreist, welcher sich im Sternbild Waage befindet. Die Entfernung von der Erde beträgt ca. 20,5 Lichtjahre.

## Entdeckung

Bewegung von Planet und Stern um den gemeinsamen Schwerpunkt (Baryzentrum / rotes Kreuz). Beobachtbar und messbar ist die Bewegung des Sterns.

Der Planet wurde von einem Team der Sternwarte Genf unter der Leitung des Astronomen Michel Mayor mit Hilfe des HARPS-Instruments der Europäischen Südsternwarte in La Silla, Chile, entdeckt. Die Entdeckung wurde am 21. April 2009 bekannt gegeben. Das Team von Mayor setzte die Radialgeschwindigkeitsmethode ein, mit der unter anderem die Umlaufdauer eines Begleiters bestimmt werden können, basierend auf der kleinen Perturbation, also der Störung der Bewegung eines Sterns, die die Gravitation des Planeten beim Mutterstern auslöst.

## Eigenschaften
Gliese 581 e umkreist sein Zentralgestirn in einer Entfernung von 0,03 AE und benötigt 3,15 Tage für einen kompletten Umlauf. Seine Mindestmasse beträgt etwa 1,9 Erdmassen. Jedoch liegt der Planet zu nah am Stern und gerade außerhalb der habitablen Zone, als dass dort lebensfreundliche Bedingungen herrschen könnten.